# Gunnera garciae-barrigae
Gunnera garciae-barrigae är en gunneraväxtart som beskrevs av L.E. Mora-osejo. Gunnera garciae-barrigae ingår i släktet gunneror, och familjen gunneraväxter. Inga underarter finns listade.